# 윤택선
윤택선(尹澤善, 1914년 11월 20일 ~ 1998년 4월 6일)은 일제강점기의 농구 선수이자 대한민국의 정치인이다. 윤치소의 다섯째 아들이었으나 아들이 없던 숙부 윤치병의 양자로 들어가 후사를 이었다. 화학공학자 윤창구의 아버지이다. 본관은 해평이고, 충청남도 아산 출신이다.
1949년 5월 2일 교통부 장관 비서실 비서관, 1950년 6월 1일 교통부 장관 비서관을 역임하고, 이후 국회 교통체신위원회 전문위원을 지냈다.

## 생애
1914년 11월 20일 윤치소와 이범숙(별칭은 윤명사)의 아들로 태어났다. 광복 후 서울시장, 대통령을 역임한 윤보선과, 내무부의 관료와 경기도지사를 지낸 윤원선이 그의 본가 친형들이다. 내무부장관, 서울시장을 역임한 윤치영은 숙부가 된다. 숙부 윤치병은 아들이 없었으므로 자신의 둘째 형 윤치소의 5남인 윤택선을 양자로 들여 가계를 이었다. 윤택선은 배재고등보통학교를 거쳐 일본 유학을 다녀왔다. 배재고등보통학교 재학 중 농구 선수로 활동하였다.
그는 용산구 원효로 1가의 용산교회에 다녔는데, 말년에는 친척들이 다니던 종로구 안국동 안동교회로 소속을 옮겼다. 용산교회, 안동교회 모두 장로교 소속이었다. 장로에 장립되었다. 
1940년 5월 7일 일본군에 보내는 위문지를 기증하였다.
해방 이후 1949년 5월 2일 비서관에 임용되고, 교통부 장관 비서실에 발령되었다. 그해 12월 25일 크리스마스 때에는 빈민 구제용으로 쌀 1말(8kg)을 기부하였다. 1949년 당시에는 용산교회에 다녔다. 
1950년 6월 1일 교통부 장관 비서관, 이후 국회 교통체신위원회 전문위원을 지냈다. 아들은 공학자이자 KIST 연구원인 윤창구인데, 아들의 죽음을 본 후 1998년 4월 6일에 서울 신촌세브란스병원에서 사망했다.

## 기타
서울 안동교회 장로를 역임했다. 그의 아들은 물리학자 윤창구이다.

## 가계
- 증조부 : 윤취동(尹取東, 1798년 7월 18일 - 1863년 12월 21일)
- 할아버지 : 윤영렬(尹英烈, 1854년 4월 15일 - 1939년 11월 4일)
- 할머니 : 청주한씨 한진숙(韓鎭淑, 1851년 ~ 1938년 2월 18일), 한말 전라도 관찰사와 경상도 관찰사, 육군 참장을 지낸 한진창(韓鎭昌)의 누이
  - 백부 : 윤치오(尹致旿, 1869년 음력 8월 5일 - 1950년 양력 12월 22일)
  - 숙부 : 윤치성(尹致晟, 1875년 음력 3월 2일 - 1936년 양력 8월 11일)
  - 숙부 : 윤치명(尹致明, 1895년 음력 9월 - 1944년 양력 4월 21일)
  - 숙부 : 윤치영(尹致暎, 1898년 양력 2월 10일 - 1996년 양력 2월 9일)
- 양 아버지 : 윤치병(尹致丙, 1880년 음력 6월 4일 - 1940년 양력 1월 24일)
- 양 어머니 : 허병숙(1884년 - 1954년 7월 6일)
- 부인 : 이기화(1914년 5월 7일 - 1996년 5월 30일)
  - 아들 : 윤성구(尹星求[7], 미국 한인교회 목사[8])
  - 아들 : 윤창구(1941년 12월 18일 - 1991년 7월 27일, 공학자)
  - 아들 : 윤철구(尹喆求), 쌍용자동차 부사장[9]
  - 딸 : 윤경남(尹慶男, 번역문학가로 이화여대를 졸업했다. 샬롬노인문화원장, 좌옹 윤치호 문화사업회 이사를 역임했다.[10][11]
  - 사위 : 민석홍(閔碩泓, 전 쌍용자동차 고문[12])
  - 아들 : 윤석구(尹奭求), 사업[12], 건창운수 이사[8]
  - 아들 : 윤범구(尹範求, 1946년 - 2009년 1월 2일), 주식회사 후리코 대표이사[8]
  - 딸 : 윤화자(尹和子), 사업[12]
  - 사위 : 민병국(閔丙國, 변호사[12])
- 생부 : 윤치소(尹致昭, 호는 동야(東野), 1871년 음력 8월 25일 - 1944년 양력 2월 20일)
- 생모 : 이범숙 (李範淑, 호는 명사(明師), 1876년 10월 15일 ~ 1969년 6월 18일)

## 같이 보기
- 윤치병
- 윤치성
- 윤치소
- 윤보선
- 윤창구
- 윤치영
- 윤치호
- 윤원선